# Tommy Kendall

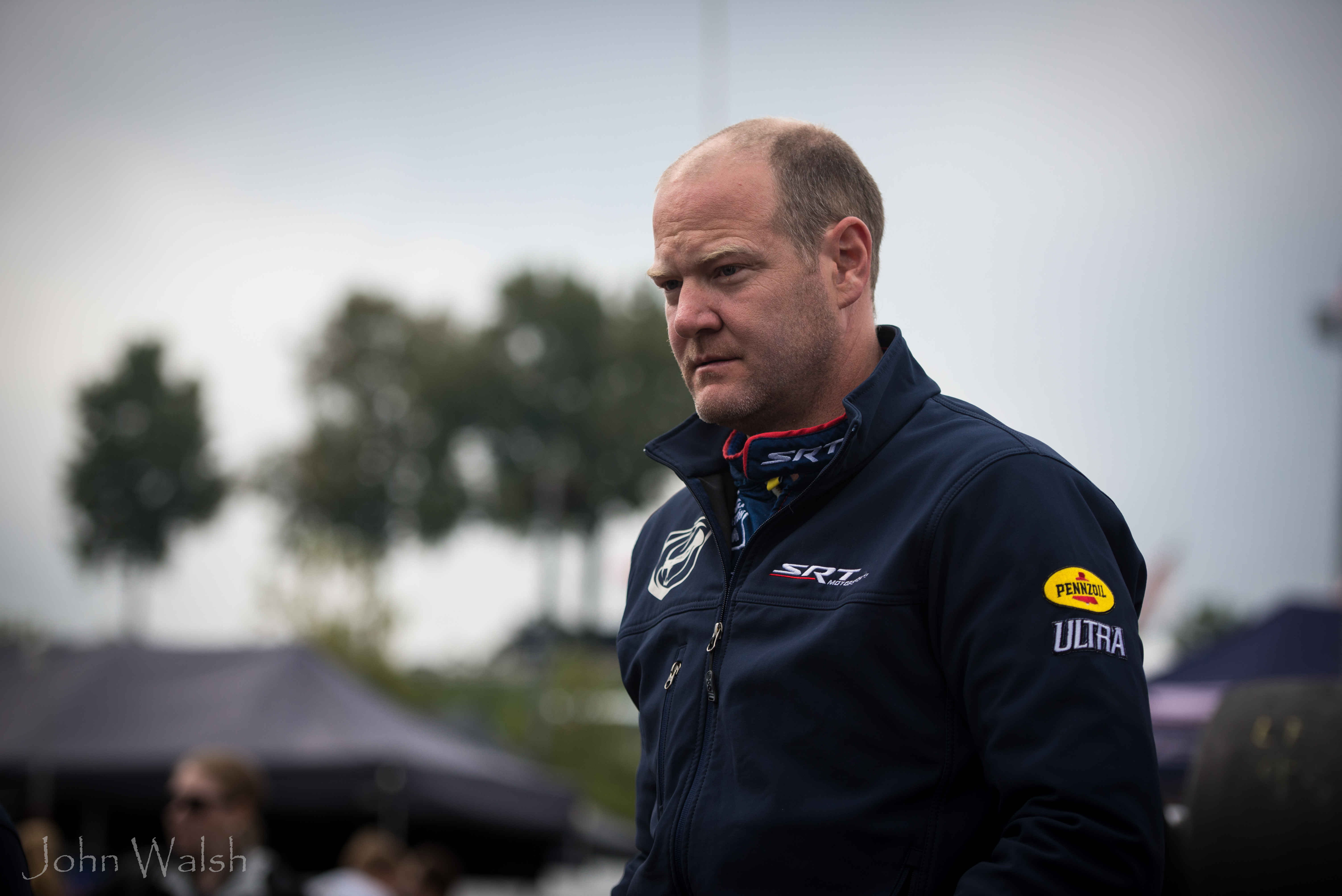
Tommy Kendall 2013

Thomas Doyle „Tommy“ Kendall (* 17. Oktober 1966 in Santa Monica) ist ein ehemaliger US-amerikanischer Autorennfahrer.

## Ausbildung und Beruf
Tommy Kendall kam in Santa Monica zur Welt und wuchs in La Cañada Flintridge, einer Stadt im Los Angeles County, auf. Er besuchte die dortige La Cañada High School und studierte danach Wirtschaftswissenschaft an der University of California in Los Angeles.
Nach dem Ende seiner Fahrerkarriere arbeitete er als Kommentator von Motorsportveranstaltungen bei verschiedenen US-amerikanischen Fernsehsendern.

## Karriere als Rennfahrer
Tommy Kendall bestritt Sportwagenrennen in Nordamerika mit sporadischen Einsätzen in NASCAR Cup Series. In den 1990er-Jahren war er der dominierende Fahrer in der Trans-Am-Serie, deren Gesamtwertung er viermal gewinnen konnte. Sein bestes Jahr hatte er 1997, als er auf einem Ford Mustang von Roush Racing 11 von 13 Saisonrennen in Folge gewann.
Er startete mehrmals beim 24-Stunden-Rennen von Daytona und dem 12-Stunden-Rennen von Sebring. Zweimal kam er nach Europa, um am 24-Stunden-Rennen von Le Mans teilzunehmen. Bestes Ergebnis war der 14. Gesamtrang im Porsche 911 GT2 von Konrad Motorsport. Teamkollegen waren Jürgen von Gartzen und Charles Slater.

## Statistik

### Le-Mans-Ergebnisse
| Jahr | Team              | Fahrzeug        | Teamkollege        | Teamkollege    | Platzierung | Ausfallgrund |
| ---- | ----------------- | --------------- | ------------------ | -------------- | ----------- | ------------ |
| 2000 | Konrad Motorsport | Porsche 911 GT2 | Jürgen von Gartzen | Charles Slater | Rang 14     |              |
| 2013 | SRT Motorsports   | SRT Viper GTS-R | Jonathan Bomarito  | Kuno Wittmer   | Rang 31     |              |

### Sebring-Ergebnisse
| Jahr | Team                      | Fahrzeug           | Teamkollege       | Teamkollege  | Platzierung | Ausfallgrund    |
| ---- | ------------------------- | ------------------ | ----------------- | ------------ | ----------- | --------------- |
| 1985 | Tom Kendall               | Mazda RX-7         | Max Jones         | Bart Kendall | Rang 17     |                 |
| 1986 | CCR                       | Mazda RX-7         | Bob Reed          | John Hogdal  | Rang 12     |                 |
| 1987 | Clayton Cunningham Racing | Mazda RX-7         | Max Jones         | Bart Kendall | Rang 22     |                 |
| 1988 | C & C Inc.                | Chevrolet Beretta  | Max Jones         |              | Ausfall     | Motorschaden    |
| 1990 | Spice Engineering USA     | Spice SE90P        | Bernard Jourdain  | Albert Naon  | Ausfall     | Getriebeschaden |
| 1993 | Roush Racing              | Ford Mustang Cobra | John Fergus       |              | Rang 6      |                 |
| 1999 | Doran Enterprises         | Ferrari 333SP      | Jim Matthews      | Mark Dismore | Ausfall     | Getriebeschaden |
| 2013 | SRT Motorsports           | SRT Viper GTS-R    | Jonathan Bomarito | Kuno Wittmer | Rang 33     |                 |